# Arthur Hill (pallanuotista)
Arthur Edwin Hill (Birmingham, 9 gennaio 1888 – Horsham, 5 giugno 1966) è stato un pallanuotista britannico, vincitore di una medaglia d'oro alle olimpiadi di Stoccolma 1912.